# Dionyskirche (St. Dionys)

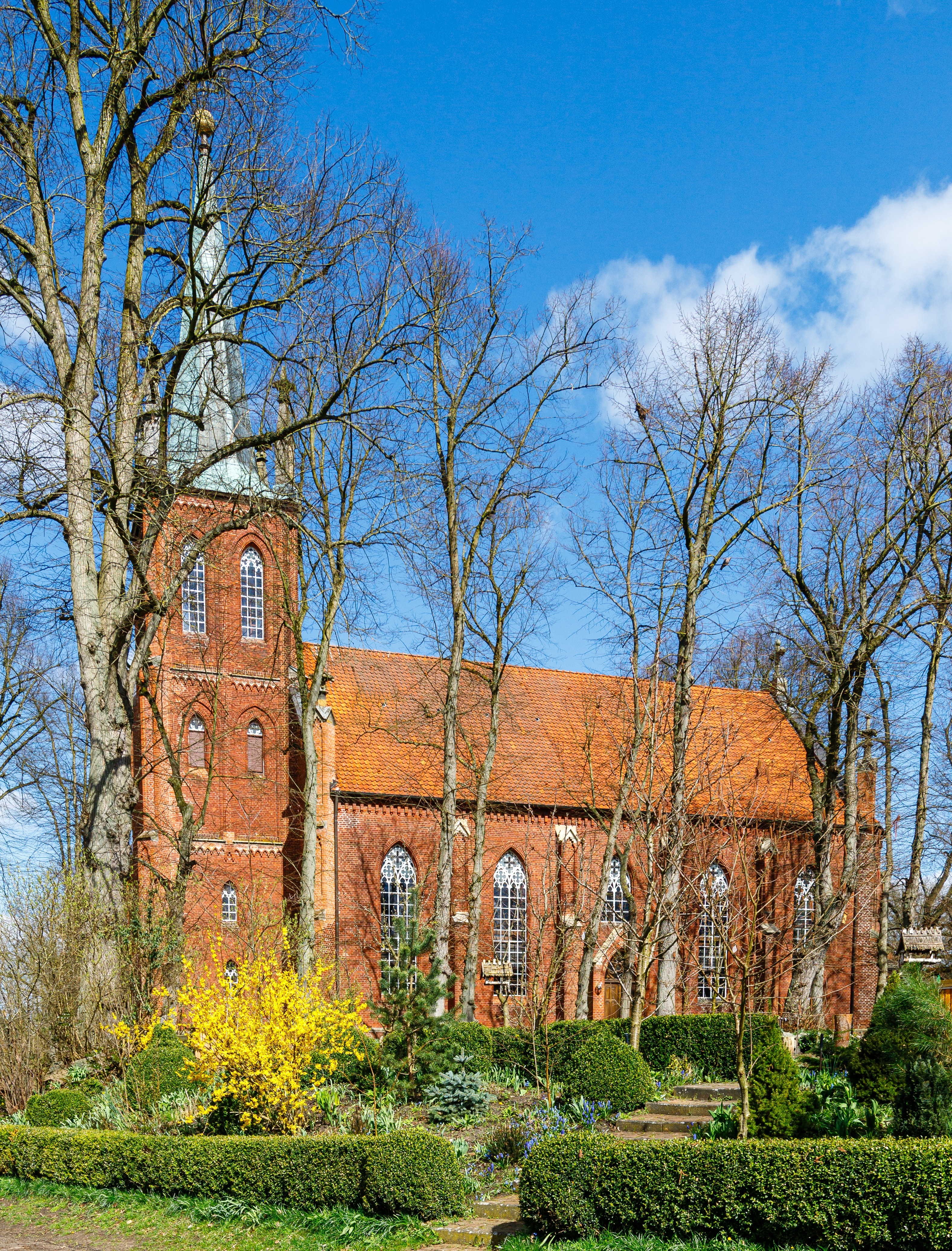
Dionyskirche

Die evangelisch-lutherische denkmalgeschützte Dionyskirche steht in St. Dionys, einem Ortsteil der Gemeinde Barum im Landkreis Lüneburg in Niedersachsen. Die Kirchengemeinde gehört zum Kirchenkreis Lüneburg im Sprengel Lüneburg der Evangelisch-lutherischen Landeskirche Hannovers.

## Beschreibung
Bereits im Jahr 795 soll einer Legende nach Karl der Große hier die erste Kapelle gestiftet haben. In den folgenden Jahrhunderten wurde sie dann erweitert, bis sie 1857 wegen Baufälligkeit abgerissen werden musste. An ihrem Platz wurde 1857–60 die neugotische Saalkirche aus Backsteinen erbaut. Der Kirchturm steht im Westen. An das Langhaus mit fünf Achsen schließt sich ein eingezogener Chor mit einem polygonalen Abschluss an. Zwischen den Strebepfeilern der Wände des mit einem Satteldach bedeckten Langhauses befinden sich Maßwerkfenster. Der Kirchturm ist mit einem achtseitigen spitzen Helm bedeckt, flankiert von vier Fialen.
Die Hauptstücke der Kirchenausstattung stammen aus der Bauzeit. Aus der Vorgängerkirche wurden das Taufbecken von 1689, die Brüstungen der Kanzel und der Emporen, ein Altarretabel und die Kassettendecke übernommen. Die Orgel, 1862 von Philipp Furtwängler & Söhne gebaut, wurde von König Georg V. gestiftet.  Sie wurde zwar mehrfach zerstört, aber immer wieder restauriert, zuletzt durch die Orgelbaufirma Amadeus Junker.